# Farim
Farim  este un oraș din Guineea-Bissau situat pe malul drept al râului Cacheu (Farim). Este reședința regiunii Oio.